# Skidaway Island
Skidaway Island és una concentració de població designada pel cens dels Estats Units a l'estat de Geòrgia. Segons el cens del 2000 tenia 6.914 habitants.

## Demografia
Segons el cens del 2000, Skidaway Island tenia 6.914 habitants, 3.193 habitatges, i 2.701 famílies. La densitat de població era de 163,2 habitants/km².
Dels 3.193 habitatges en un 13,2% hi vivien nens de menys de 18 anys, en un 82,8% hi vivien parelles casades, en un 1,3% dones solteres, i en un 15,4% no eren unitats familiars. En el 14,2% dels habitatges hi vivien persones soles el 9,4% de les quals corresponia a persones de 65 anys o més que vivien soles. El nombre mitjà de persones vivint en cada habitatge era de 2,16 i el nombre mitjà de persones que vivien en cada família era de 2,35.
Per edats la població es repartia de la següent manera: un 11,2% tenia menys de 18 anys, un 2% entre 18 i 24, un 9,3% entre 25 i 44, un 38,1% de 45 a 60 i un 39,3% 65 anys o més.
L'edat mediana era de 61 anys. Per cada 100 dones de 18 o més anys hi havia 93,6 homes.
La renda mediana per habitatge era de 96.395 $ i la renda mediana per família de 107.013 $. Els homes tenien una renda mediana de 80.486 $ mentre que les dones 42.188 $. La renda per capita de la població era de 63.851 $. Entorn del 0,7% de les famílies i l'1,3% de la població estaven per davall del llindar de pobresa.

## Poblacions més properes
El següent diagrama mostra les poblacions més properes.